# Aphnaeus pinheyi
Aphnaeus pinheyi är en fjärilsart som beskrevs av Heath 1983. Aphnaeus pinheyi ingår i släktet Aphnaeus och familjen juvelvingar. Inga underarter finns listade i Catalogue of Life.